# Pomaderris buchanensis
Pomaderris buchanensis är en brakvedsväxtart som beskrevs av Neville Grant Walsh. Pomaderris buchanensis ingår i släktet Pomaderris och familjen brakvedsväxter. Inga underarter finns listade i Catalogue of Life.